# Нокия
Nokia Corporation (на фински: Nokia Oyj) е финландска компания, един от световните лидери в областта на мобилните комуникационни технологии, водещ доставчик в областта на мобилните, фиксираните широколентови и IP-мрежи. Най-известна е със своите мобилни телефони и смартфони. Седалището на компанията се намира в Еспоо, предградие на Хелзинки. През 2017 г. Nokia е работното място на приблизително 102 000 души в над 100 държави, оперира в над 130 държави и е отчела годишни приходи от около 23 милиарда евро. Компанията е акционерно дружество и нейните акции се търгуват на фондовата борса в Хелзинки, както и на Нюйоркската фондова борса. Това е 415-ата по големина компания в света през 2016 г. според Fortune Global 500, като върхът на компанията е достигнат през 2009 г., когато е заемала 85-о място.
Компанията се е занимавала с различни бизнеси през своята 150-годишна история. Тя е основана като целулозен завод и дълги години е била свързана с производството на каучук и кабели, но от 90-те години на миналия век се фокусира върху широкомащабни телекомуникационни инфраструктури, технологично развитие и лицензиране. Nokia има значителен принос в развитието на индустрията за мобилна телекомуникация, като е подпомогнала развитието на стандартите GSM, 3G и LTE и 5G и е най-известена с това, че е била най-големият световен доставчик на мобилни телефони и смартфони до 2012 г. След партньорство с Microsoft и спад в продажбите, мобилното подразделение е продадено на Microsoft и в резултат на това през 2014 г. е създадено подразделението Microsoft Mobile като наследник на компанията. След продажбата Nokia се фокусира върху бизнеса си в областта на телекомуникационната инфраструктура и върху интернет на нещата, белязано от продажбата на картографското подразделение HERE, придобиването на Alcatel-Lucent, включително изследователската организация Bell Labs. След това компанията експериментира с виртуалната реалност и цифровото здраве, последната чрез закупуването на Withings. Марката Nokia оттогава се завърна на пазара на мобилни и смартфони чрез споразумение за лицензиране с HMD Global. Nokia продължава да бъде основен патентен лицензодател за повечето големи производители на мобилни телефони. От 2018 г. Nokia е третият по големина производител на мрежово оборудване в света.
Компанията се възприема с национална гордост от финландците, тъй като успешният бизнес с мобилни телефони я прави най-голямата световна компания и марка от Финландия. На върха си през 2000 г., Nokia е отговорна за 4% от БВП на страната, 21% от общия износ и 70% от пазарния капитал на Хелзинкския фондов пазар.

## История на компанията
За начало на историята на компанията се смята 1865 г., когато минният инженер Фредрик Идестам (на фински: Knut Fredrik Idestam) основава в Тампере, югозападна Финландия, малка хартиена фабрика. През 1871 г. фирмата му се преименува на Nokia Ab.
Основаната през в 1898 г. компания за производство на гумени изделия Finnish Rubber Works през 1922 г. получава контрол над компанията Nokia Ab и над основаната през 1912 г. компания за производство на кабели Finnish Cable Works, а през 1966 – 1967 г. става сливане на тези три компании в една. За да може тази финансова операция да удовлетвори тогавашното финландско законодателство, формално Finnish Rubber Works и Finnish Cable Works се вливат в Nokia Ab, най-малката от трите.
Обединената компания има пет основни вида дейности: производство на гумени изделия, кабели и електроника, преработка на дървесина и производство на електроенергия. С годините към тях се добавят още няколко второстепенни, например производство на ловджийски пушки, пластмаси и химически материали.
От началото на 1980-те години Nokia започва активно да развива разработването и производството на електроника, за което съдейства купуването на ред електронни компании. През 1987 г. основен бизнес на компанията става битовата електроника, като в частност Nokia става третият по големина производител на телевизори в Европа.
В края на 1980-те Nokia изпада в кризисно състояние, за което спомага общият спад на световната икономика.
През август 1992 г. ръководителят на Nokia, една от най-големите, но почти неизвестни извън страната финландски компании взема решение: да не се разпиляват усилията на корпорацията в почти десет направления (главните от които били производство на целулозно-хартиени и каучукови технически изделия), а да се съсредоточат всички ресурси в две производства – телекомуникации и мобилни телефони. Резултатите от тази промяна са известни. Компанията става лидер на световния пазар при оборудването за клетъчни мрежи, нейното име трайно навлиза в десетката на най-популярните търговски марки, а нейният президент Йорма Оллила става национален герой на Финландия и един от най-известните топ-мениджъри в света.
През 1994 г. президентът на Nokia Йорма Оллила окончателно формулира стратегията на компанията: отказване от стария бизнес и фокусиране върху телекомуникационните технологии. През 1992 г. произвежда своя първи мобилен GSM телефон Nokia 1011, а през 1998 г. компанията става вече лидер в производството на мобилни телефони.
През юни 2006 г. Nokia и Siemens решават да обединят своите отдели за производство на телекомуникационно оборудване в нова компания – Nokia Siemens Networks.
През 20 юни 2007 г. Nokia обявява поредната промяна в организационния си модел. Enterprise Solutions, Mobile Phones и Multimedia биват заместени от новите организационни единици Devices, Services & Software и Markets  Архив на оригинала от 2007-09-28 в Wayback Machine.
В началото на април 2007 г. в световната преса започват първите съобщения за редки проблеми на телефони с BL-5C батерии. Nokia отговаря светкавично бързо, създавайки сайт Архив на оригинала от 2007-10-15 в Wayback Machine. за проверка на типовете батерии  и започва кампания за смяна на този тип батерии, въпреки че случаите на доказано дефектни батерии са особено редки и в по-голямата си част засягат така наречените пиратски копия на оригиналните батерии, произведени от Matsushita, която се е ангажирала с покриването на разходите по заменените батерии. 
През 2011 г. Nokia се опитва да върне позициите си на пазара на смартфони, поставяйки на заден план базираната си на Linux мобилна операционна система Symbian, компанията представя на пазара работещите с Windows Phone устройства от серията Lumia. Windows Phone 7 Това са Nokia Lumia 800, 710 и 610, към които през 2012 г. се присъединява и Nokia Lumia 900. Операционната система на устройствата обаче не може да бъде обновена до Windows Phone 8.  Последните два модела от серията обаче работят с последната версия на операционната система. 
Експериментът с Windows Phone се оказва неуспешен и през септември 2013 г. софтуерният гигант Microsoft обявява, че ще придобие основната дейност на производителя на мобилни телефони Nokia за 7,2 млрд. долара (5,44 млрд. евро), като сделката приключва през април 2014. Nokia възнамерява отново да започне разработването на мобилни телефони през 2016 г., но за производството им възнамерява да лицензира други производители. Две години след сделката резултатите от бизнеса с Lumia смартфони са незадоволителни, а Microsoft решава да продаде придобитите активи от Nokia за 350 милиона долара на FIH Mobile (дъщерно предприятие на Foxconn) и новосъздадената финландска компания HMD Global.

### Новото лого
На 26 февруари 2023 г. компанията Nokia за пръв път от 60 години обновява логото си – ръководството обяснява това със стремежа си да прекъсне асоциацията с мобилните телефони и да премине към различна сфера на дейност (технологии за бизнеса). Дизайнерите изоставят класическите бели и сини нюанси и сега използват различни цветове в зависимост от целта. 

## Хронология
- 1865

В дървообработващата индустрия се ражда Nokia – построена е фабриката на Фредрик Идестам на река Нокия, в южната част на Финландия.
- 1871

Февруари. Образува се Nokia Corporation (Nokia Aktiebolag).
- 1898

Създава се компанията за технически каучук Finnish Rubber Works Ltd.
- 1912

Учредява се Finnish Cable Works, която започва производство на кабели за телеграфни линии и да се занимава с поддръжка на новоизобретеното устройство – телефона
- 1920

Горните 3 компании се коалират.
- 1960

В компанията Finnish Cable Works се създава подразделение за електроника, което си проправя път към новата ера на телекомуникациите.
- 1967

Превръщане на групата от трите компании в Nokia Corporation (Oy Nokia Ab).
- 1969

Nokia първа произвежда РСМ предавателно оборудване, отговарящо на стандартите на CCITT (Международен консултационен комитет за телеграфия и телефония).
- 1973

Влиза в производство най-популярният модел гумени ботуши на Nokia, Kontio – различни цветове и за всички възрасти.
- 1975

Анонсиран е компютърът MikriMikki 3.
- 1977

Kari H. Kairamo става генерален директор на Nokia Corporation, което поставя началото на трансформирането на Nokia в гигант на електрониката.
- 1979

Раждане на мобилните телефони Nokia.
- 1981

Създава се Nokia Telecommunications.
- 1984

Nokia представя първия в света автомобилен NMT-телефон.
- 1986

Nokia представя своя първи мобилен телефон – клетъчен телефон по стандарта NMT. Съветът на директорите разделя Nokia Electronics на Nokia Information Systems, Mobile Phones и Nokia Telecommunications.
- 1987

Nokia купува Oceanic – френски производител на битова техника, а също подразделението за потребителска електроника и част от бизнеса с компоненти на German Standart Elektrik Lorenz. Nokia купува швейцарската компания Maillefer, произвеждаща кабелно оборудване. (Преди това, в началото на 80-те, Nokia усилва своите позиции на телекомуникационния пазар и на пазара за потребителска електроника, като придобива компаниите Mobira, Salora, Televa и Luxor в Швеция). Nokia представя първия в света NMT-телефон, който може да се събере в джоб. Операторите на 13 европейски страни подписват споразумение за съвместно строителство и развитие на мрежите по стандарта GSM.
- 1988

Nokia купува от Ericsson подразделението Data Systems и става най-голямата скандинавска компания, работеща в областта на информационните технологии.
- 1989

Nokia съществено разширява кабелното производство за пазара в Европа, като включва в списъка на своите компании датската фирма NKF. Nokia се съюзява с двама финландски телекомуникационни оператора с цел да изгради първата в света GSM-мрежа.
- 1991

Компанията съществено допринася за системната криза на финландската икономика вследствие отпадането на експорта за СССР. На 1 юли е първото позвъняване в потребителска мрежа, изградена по GSM-стандарта – прави го премиер-министърът на Финландия с оборудване на Nokia.
- 1992

Йорма Оллила, до този момент президент на Finnish Cable Works, става генерален директор на цялата група от компании Nokia.
Май. Оллила решава да съкрати всички останали подразделения и да съсредоточи научните и производствени мощности върху телекомуникациите. Начало на производството на серията Nokia 100 – първата фамилия мобилни телефони за всички аналогови мрежи. Появява се 1011 – първият цифров мобилен телефон GSM-мрежи, който се събира в длан.
- 1993

Nokia приема за девиз израза „Connecting people“ („Свързвайки хората“), показващ приноса на Nokia в развитието на безжичните технологии.
- 1994

Акциите и облигациите на Nokia започват да се предлагат на Нюйоркската фондова борса. Nokia става първият европейски производител, доставящ мобилни телефони в Япония. Появява се серията 2100 – първите мобилни телефони с база данни, възможност да се изпращат факсове и SMS-и. По целия свят са продадени около 20 милиона от тези телефони.
- 1995

Nokia преминава през сериозна криза, свързана със спад в реализирането на продукцията; курсът на акциите на компанията пада почти 2 пъти. Nokia представя най-малката базова станция за мобилни GSM/DCS-мрежи – Nokia PrimeSite.
- 1996

Nokia завършва процеса по освобождаването си от активи, несвързани с телекомуникациите. Появява се Nokia 2000 Communicator – първият компактен телефон „всичко в едно“: телефон, факс, календар, електронна поща и Интернет.
- 1997

Nokia 8001 – първият телефон с динамично меню, поддържащ SMS. Nokia 3810 – първият мобилен телефон, създаден специално за азиатските потребители, с графичен дисплей и меню на азиатски езици. Клетъчен картов телефон Nokia – компютърна карта за лаптопи с вграден мобилен GSM-телефон за приемане на гласови и други съобщения.
- 1998

Nokia, Ericsson, Motorola и Psion (британски производител на джобни персонални компютри) формират алианса Symbian – консорциум, призван да развива безжични технологии от трето поколение, като стратегическата му цел е била разширение на възможностите за предаване на данни в мобилните мрежи и интегрирането на тези мрежи с Интернет, а главната цел – да се предостави достъп до Интернет на всеки ползвател на мобилно устройство. Серия Nokia 5100 – първият мобилен телефон със снемащ се декоративен панел. Nokia 9110 Communicator – първият мобилен терминал, поддържащ безжично предаване на изображения.
- 1999

Nokia 7110 – първият мобилен телефон, поддържащ протокола WAP 1.1, даващ достъп до мобилен Интернет. Nokia 8210 – първият телефон, разработен и пуснат в продажба при участието на модната индустрия (в частност, модна къща Kenzo).
- 2000

Компанията заема първо място в Европа по пазарна себестойност. Списание Business Week нарича Nokia световен лидер в сферата на високите технологии.
- 2002

7650 – първият телефон от Nokia на база на платформата Series 60 и с вградена камера. Направено е първото позвъняване в търговска мрежа от трето поколение на базата на WCDMA. Представен е моделът Nokia 6650.
- 2004

Април. Рязко спадане на курса на акциите на Nokia.
- 2006

Nokia и Siemens сливат отделите си за производство на мрежова техника. Името на новата компания e Nokia Siemens Networks. Скоро след създаването си репутацията на компанията е накърнена заради стари обвинения за корупция към ръководството на Siemens. Голяма част от обвинените напускат сами постовете си.  По-късно Нокия изкупува дела на Siemens и Nokia Siemens Networks е интегрирана към основната компания.
- 2007

Курсът на акциите се е вдигнал със 70% от началото на годината. 
- 2013

Microsoft купува подразделението на Nokia за мобилни телефони за 7,2 млрд. долара.
- 2015

Nokia придобива Alcatel Lucent за 16,6 млрд. долара, сделката предстои да бъде финализирана през първата половина на 2016 г. Подразделението за картографски услуги HERE е продадено на консорциум от BMW, Daimler AG и Volkswagen Group за сумата от 2,8 млрд. евро.
- 2016

Foxconn придобива бранда Nokia от Microsoft Mobile. През февруари излиза последният смартофон lumia-650, а по-късно през годината се осъществява сделката с Foxconn.
- 2017

Nokia се завръща в бизнеса със смартфони, като телефоните се произвеждат от компанията HMD Global и използват операционната система Android.

## Собственици и ръководство
Nokia е най-голямата финландска компания. Нейната капитализация съставя около половината от общата пазарна капитализация на всички финландски компании, котиращи се на фондовата борса – уникална ситуация за една развита индустриална страна. Повече от 90% от акциите на компанията са собственост на американски инвестиционни фондове.
Председател на съвета на директорите на компанията е Сари Балдауф, а президент и CEO – Пека Лундмарк.

## Дейност
Общата численост на персонала на Nokia е над 102 хиляди души (към 2017 г.).
Оборотът за 2005 г. възлиза на € 34 191 млрд., а чистата печалба – на € 4640 млрд.

### Постижения
- През 2006 г. Nokia заема 20-о място в съставения от списание Fortune списък на най-големите компании в света. Това е най-добрият резултат сред телекомуникационните компании изобщо и четвърти резултат сред компаниите, намиращи се извън САЩ.

- Компанията е пускала в продажби средно по 40 – 50 основни модела телефони годишно за последните 4 години – без включване на различните модификации според географското позициониране на продуктите.

## Nokia в България
Nokia провежда дейности, свързани с маркетинга на територията на страната, като залага на билборди, листовки и сътрудничество с мобилните оператори с цел популяризиране на телефоните, произвеждани от HMD Global.

## Интересни факти
- Съвременният фирмен шрифт на Nokia е разработен от дизайнера Ерик Спайкерман и се нарича AgfaMonotype Nokia Sans. Преди появяването на този шрифт в рекламите и инструкциите за експлоатация на телефоните компанията е използвала шрифта Agfa Rotis Sans.
- Nokia може да се смята за най-големия световен производител на цифрови фотоапарати, тъй като продажбите на снабдени с фотокамери телефони Nokia превишават продажбите на цифрови фотоапарати на който и да е от производителите на фотоапарати.
- Първото в света платено позвъняване по клетъчен GSM-телефон е било направено по телефон Nokia в мрежа, построена с произведено от Nokia оборудване. Това е станало през 1991 г. в Хелзинки. Звънял е премиер-министърът на Финландия Харри Холкери.
- Тонът на звънене (рингтонът) Nokia tune е основан на мелодията за китара Gran Vals, съчинена през 19 век от испанския музикант Франциско Тарега. Първоначално рингтонът носил названието на музикалното произведение, но получил името Nokia tune през 1998 г., когато започнал трайно да се асоциира с телефоните Nokia.
- Стандартният сигнал, издаван от телефоните Nokia при получаване на SMS, е кодирано с Морзов код съобщение, означаващо „SMS“.
- Стандартната мелодия Ascending е кодираната с морзовата азбука фраза „Connecting People“.
- Nokia не използва цифрата 4 в наименованията на моделите си телефони, предназначени за азиатските пазари, тъй като в много региони на Югоизточна и Източна Азия се смята, че числото 4 носи нещастие.
- Понякога Nokia я наричат Aikon (Nokia наопаки). Това име е разпространено сред разработчиците на програмно осигуряване за мобилни телефони, тъй като то се използва в комплектите от програми за разработка на нови приложения, включително в разпространяваните от Nokia Symbian S60 и Symbian S80.

## Произход на името на компанията
Компанията е получила името си от названието на местността, където Фредрик Идестам е купил през 1868 г. парцел за своята втора хартиена фабрика.
Селището Нокия е известно от 1270-те години, въпреки че първият документ, в който е споменато името му, е от 1505 г. Днешната Нокия е градче на 15 km от Тампере.
От друга страна, наименованието на самата местност, както се смята, произлиза от старинната финландска дума nois (мн. ч. nokia), означаваща черен самур, който някога е живял по тези места. Когато самурът изчезнал, с тази дума започнали да наричат всяко животно с тъмна козина, например златка.